# رشاد عبد اللاييف
رشاد عبد اللاييف (بالأذرية: Rəşad Abdullayev)‏ هو لاعب كرة قدم أذربيجاني في مركز الوسط، ولد في 1 أكتوبر 1981 في باكو في أذربيجان. شارك مع منتخب أذربيجان لكرة القدم. أما مع النوادي، فقد لعب مع نادي باكو ونادي خزر لنكران ونادي زيرا ونادي قبله ونادي كشله ونادي نيفتشي باكو.

## وصلات خارجية
- رشاد عبد اللاييف على موقع قاعدة بيانات كرة القدم.إي يو (الإنجليزية)
- رشاد عبد اللاييف على موقع ناشيونال فوتبول تيمز (الإنجليزية)
- رشاد عبد اللاييف على موقع Soccerway.com (الإنجليزية)